# Kill for Satan
Kill for Satan (česky Zabij pro Satana) je první studiové album norské black metalové kapely Tsjuder vydané roku 2000 hudebním vydavatelstvím Drakkar Productions. Nahráno bylo v prosinci 1999 a lednu 2000. Obsahuje 9 skladeb, jedna z nich je instrumentální (bez vokálu).
V roce 2005 vyšla reedice obsahující bonusovou skladbu Daemon's Journey.

## Seznam skladeb
1. The Daemon Gate
2. Necromancy
3. The Lord of Terror
4. Raping Christianity
5. Dying Spirits
6. Unleashed (instrumentální)
7. Kill for Satan
8. Sodomizing the Lamb
9. Beyond the Grave

Reedice 2005
10. Daemon's Journey

## Sestava
- Nag – vokály, baskytara
- Draugluin – kytara
- Pål – kytara
- Anti-Christian – bicí